# 生きて行く私
『生きて行く私』（いきていくわたし）は、宇野千代の自伝的小説である。毎日新聞『日曜くらぶ』において1982年2月14日から同年10月31日まで連載、単行本は翌1983年に毎日新聞社より刊行されてヒット作となり、のち中公文庫、角川文庫それぞれから発刊された。1984年と1991年にはテレビドラマ化された。
物語の舞台は千代が生まれ育った山口県岩国市の小学校で代用教員として着任するところから始まり、主に大正時代から昭和時代にかけて、千代の多くの恋愛・結婚の経験を経るなどした自由奔放かつ波乱の人生を描いた。

## テレビドラマ

### 1984年版
1984年4月4日から同年6月27日まで、TBS系列毎週水曜日の22:00 - 22:54枠で毎日放送制作の連続テレビドラマとして放送された。全13回。
同作は、第2回ATP賞最優秀賞受賞作品に選ばれた。第1回では、作者の宇野千代自身が冒頭のシーンに出演し、同作の紹介をドキュメンタリー風にして進行した後でドラマ本編に入った。また、最終回でも宇野千代がゲスト出演した。

#### キャスト
- 宇野千代：十朱幸代
- 宇野リュウ：村松英子
- 宇野俊次：森幹太
- 佐伯正夫：三浦洋一
- 松村悟：神田正輝
- 松村雄一（悟の兄）：岩城滉一
- 尾崎士郎：小野寺昭
- 東郷青児：津川雅彦
- 北原武夫：国広富之
- 北原信明（北原の父）：奥野匡
- 川本：伊藤高 - 村長の息子
- 正子：高瀬春奈
- ：金子信雄
- 芥川龍之介：佐藤幸彦
- 川端康成：岡本富士太
- 萩原朔太郎：菅貫太郎
- 川端秀子（康成の妻）：佐藤恵利
- 萩原稲子（朔太郎の妻）：山口果林
- 吉屋信子：萩尾みどり
- 平林たい子：松田智恵子
- 今東光：小倉一郎
- 室生犀星：伊藤浩二
- 竹井：三波豊和 - 今東光の友人
- 美子：大場久美子
- たかし：多賀基史
- 絹代（たかしの母）：小林かおり
- 鞠子：松坂隆子
- 村田：仲谷昇
- 英子：豊泉京子
- ：高沢順子
- 堤：アパッチけん
- 和子：水木薫 - スタイル社元社員
- ユキ：長谷川舞

#### スタッフ
- 原作：宇野千代[4]
- 制作：青木民男
- プロデューサー：工藤英博、山田尚
- プロデューサー補：本庄純、丸田千恵子
- 脚本：鎌田敏夫[4]
- 演出：久野浩平[4]
- 演出補：示野浩司
- 音楽：福井峻[4]
- 技術：加賀屋寛
- カメラ：高津芳英
- 照明：大塚基夫
- 音声：渡辺利実
- VE：岩澤英二
- スタジオ：渋谷ビデオスタジオ
- アート・ディレクター：橋本潔
- 美術制作：荒川淳彦
- 和服指導：宇野千代
- ダンス指導：金子薫
- 協力：東郷青児美術館
- 制作会社 P.D.S.、毎日放送

### 1991年版
1991年1月7日から同年2月19日まで、フジテレビ『妻たちの劇場』枠にて放送された。全30回。

#### キャスト
- 宇野千代：宮崎美子
- 宇野リュウ：白川和子
- 宇野俊次：市原清彦
- 宇野勝子：二階堂千寿
- 宇野文雄：内田慎一
- 佐伯正夫：大場順
- 酒井敏夫：赤塚真人
- 校長先生：下川辰平
- 藤村悟：大橋吾郎
- 小池朝代：岩倉高子
- 牧野久江：今野博美
- 尾崎士郎：広岡瞬
- 尾崎ふみ：三田登喜子
- 東郷青児：岡本富士太
- 古賀清子：平井美美
- 塚田：直江喜一
- 今東光：今井耕二
- 滝田樗陰：東野英心
- 室生犀星：大門正明
- 萩原朔太郎：金田明夫
- 盈子：磯西真喜
- まつ代：高間智子
- 北原武夫：鶴見辰吾
- 北原ミキ：百地千寿
- 北原信明：川辺久造
- 北原松子：溝口順子
- 三宅艶子：鈴鹿景子
- 金井則子：星真理
- 松田よし江：芳野亜梨沙
- ：三島新太郎

#### スタッフ
- 原作：宇野千代
- 脚本：宮川一郎（第1週）、野波静雄（第1週、第5週、第6週）、中島玲子（第2週 - 第6週）
- 演出：高橋繁男（第1週 - 第2週）、富塚博司（第3週 - 第6週）
- 制作：東映、フジテレビ